# Spoorlijn Bourges - Miécaze
De spoorlijn Bourges - Miécaze is een gedeeltelijk opgebroken Franse spoorlijn. De lijn loopt niet vanaf Bourges maar vanaf de nabijgelegen gemeente Marmagne naar Saint-Étienne-Cantalès. De volledige lijn was 311,8 km lang en heeft als lijnnummer 695 000.

## Geschiedenis
Tussen Marmagne en Eygurande-Merlines werd de lijn in gedeeltes geopend door de Compagnie du chemin de fer de Paris à Orléans, van Marmagne naar Montluçon op 9 december 1861, van Montluçon naar Auzances op 25 oktober 1885 en van Auzances naar Eygurande-Merlines op 13 juni 1887. 
De gedeeltes tussen Eygurande-Merlines en Largnac en tussen Largnac en Vendes werden door de Administration des chemins de fer de l'État geopend op respectievelijk 1 juli 1893 en 5 november 1882. Het gedeelte tussen Vendes en Miécaze werd geopend op 21 december 1891.
Op 15 mei 1950 werd het gedeelte tussen Eygurande-Merlines en Bort-les-Orgues gesloten vanwege de aanleg van de stuwdam van Bort-les-Orgues. Tussen Bort-les-Orgues en Miécaze werd de lijn gesloten op 2 juli 1994 en tussen Montluçon en Eygurande-Merlines op 29 februari 2008.

## Treindiensten
De SNCF verzorgt het personenvervoer op dit traject met IC en TER treinen.
| Serie | Treinsoort | Route                     | Bijzonderheden |
| ----- | ---------- | ------------------------- | -------------- |
| P 32  | TER (SNCF) | Bourges – Montluçon-Ville |                |

## Aansluitingen
In de volgende plaatsen is of was er een aansluiting op de volgende spoorlijnen:
aansluiting Marmagne
RFN 690 000, spoorlijn tussen Vierzon en Saincaize
Poste C de Pont-Vert
RFN 690 306, raccordement tussen Bourges en Poste C de Pont-Vert
Saint-Florent-sur-Cher
RFN 691 000, spoorlijn tussen Saint-Florent-sur-Cher en Issoudun
Montluçon-Eau
RFN 695 606, stamlijn station Montluçon-Eau 2
RFN 695 611, stamlijn station Montluçon-Eau 1
La Ville-Gozet
RFN 696 000, spoorlijn tussen Châteauroux en La Ville-Gozet
Montluçon-Ville
RFN 702 000, spoorlijn tussen Montluçon en Saint-Sulpice-Laurière
RFN 705 000, spoorlijn tussen Montluçon en Moulins
RFN 708 000, spoorlijn tussen Montluçon en Gouttières
Eygurande-Merlines
RFN 711 000, spoorlijn tussen Eygurande-Merlines en Clermont-Ferrand
RFN 713 000, spoorlijn tussen Le Palais en Eygurande-Merlines
Bort-les-Orgues
RFN 721 000, spoorlijn tussen Bort-les-Orgues en Neussargues
Miécaze
RFN 719 000, spoorlijn tussen Souillac en Viescamp-sous-Jallès

## Galerij

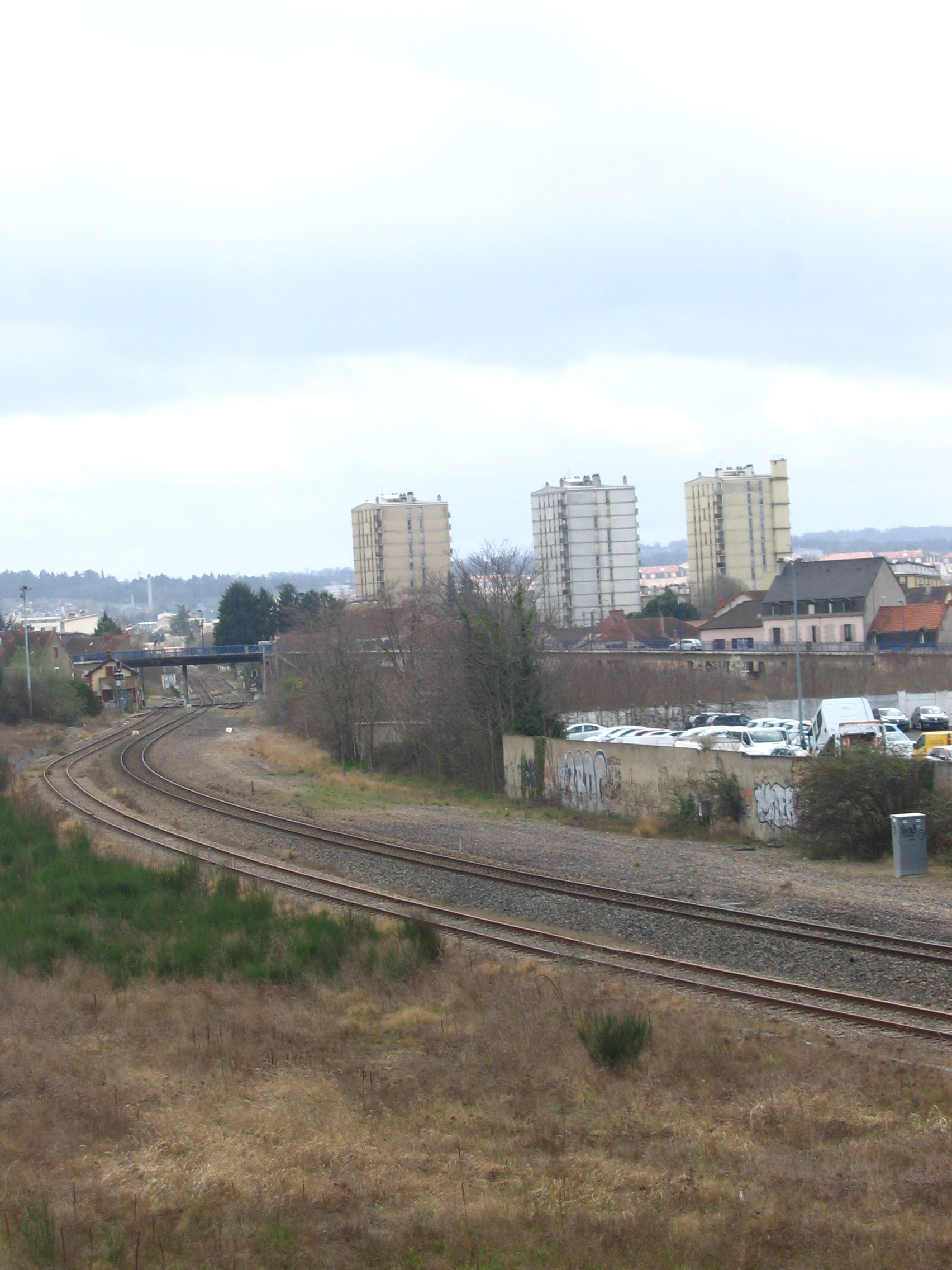
De spoorlijn voor Montluçon.
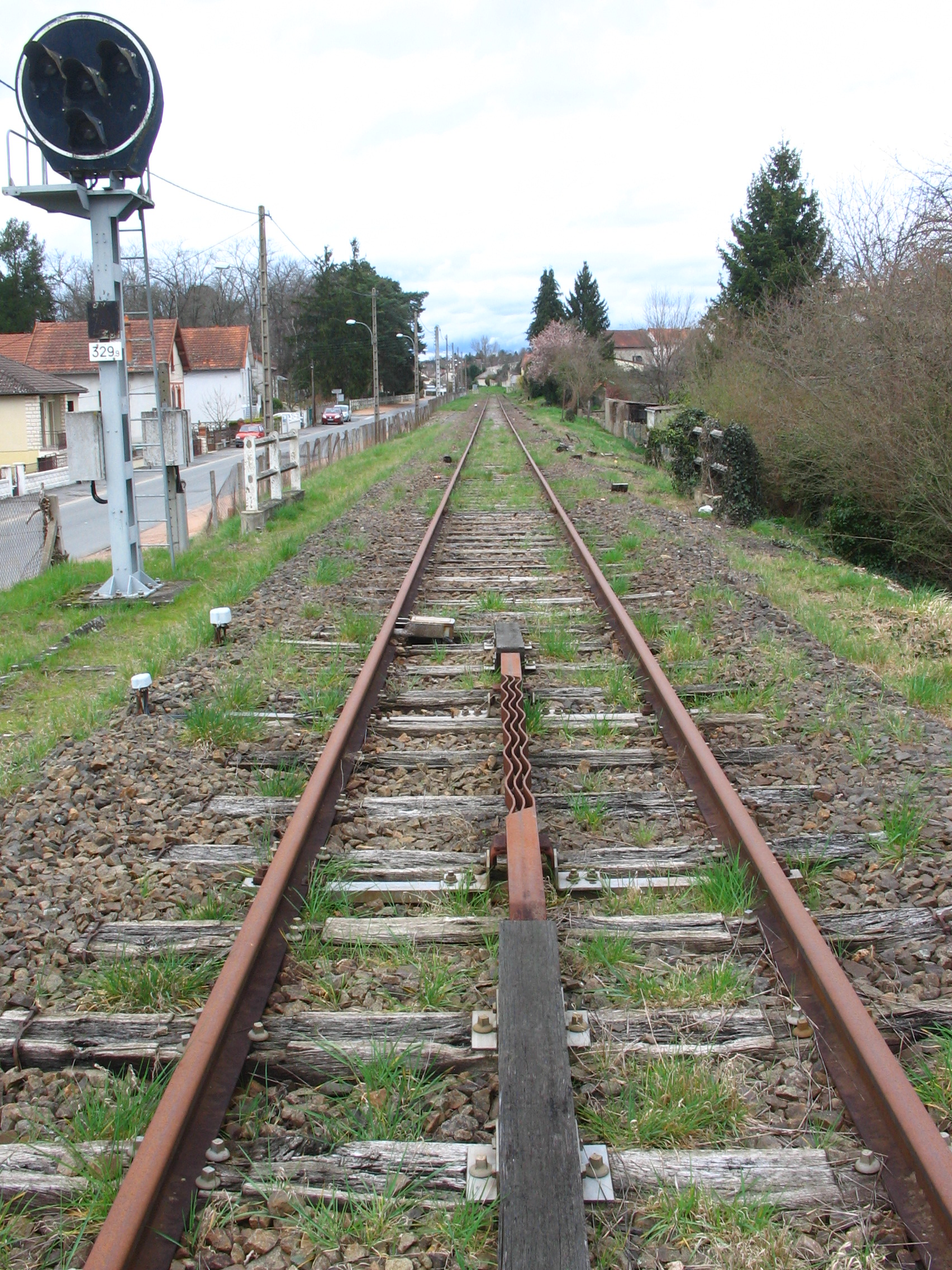
Buiten gebruik genomen installaties, ten zuiden van station Montluçon.
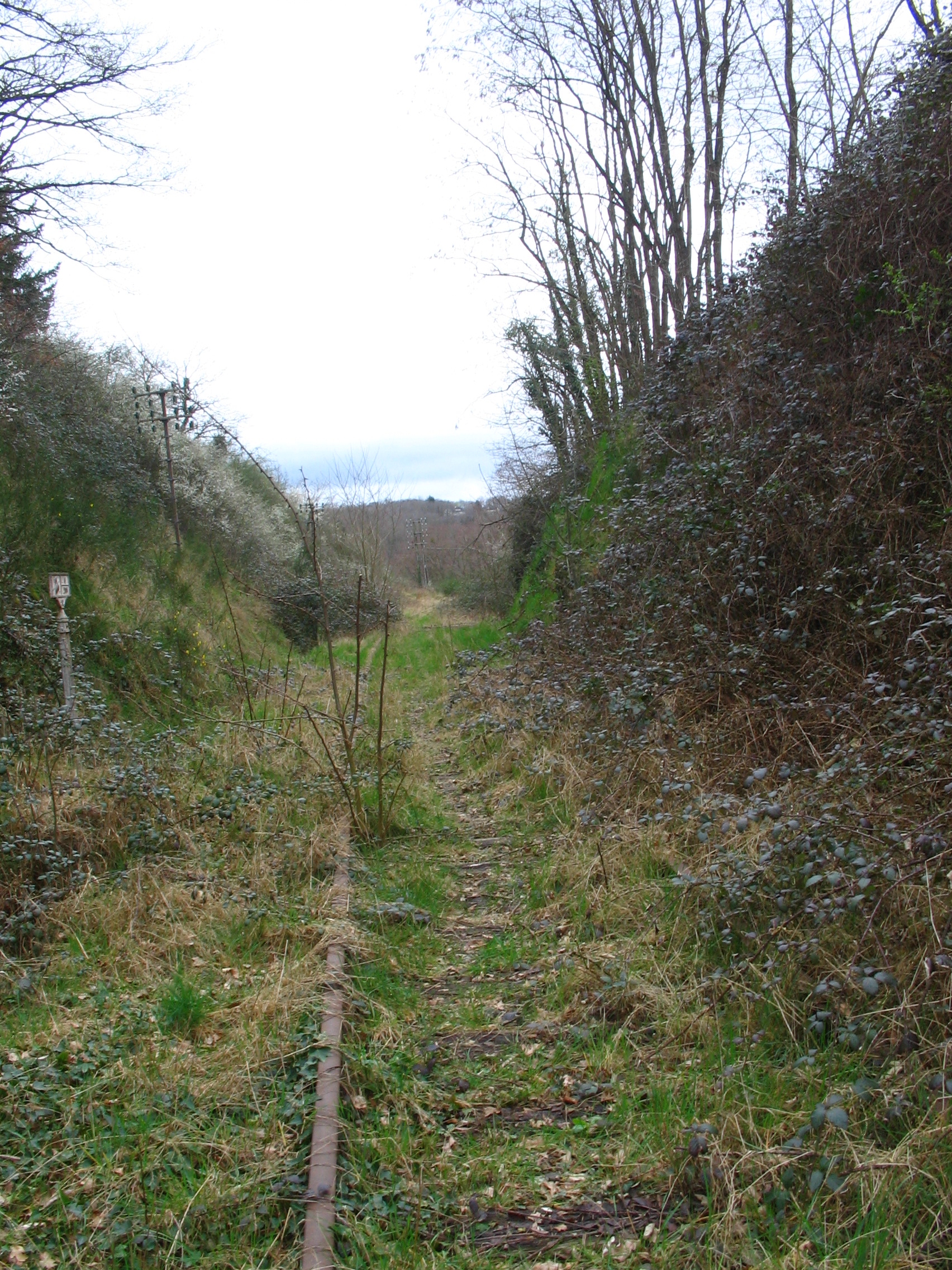
Staat van de lijn in 2015, voorbij van Montluçon.
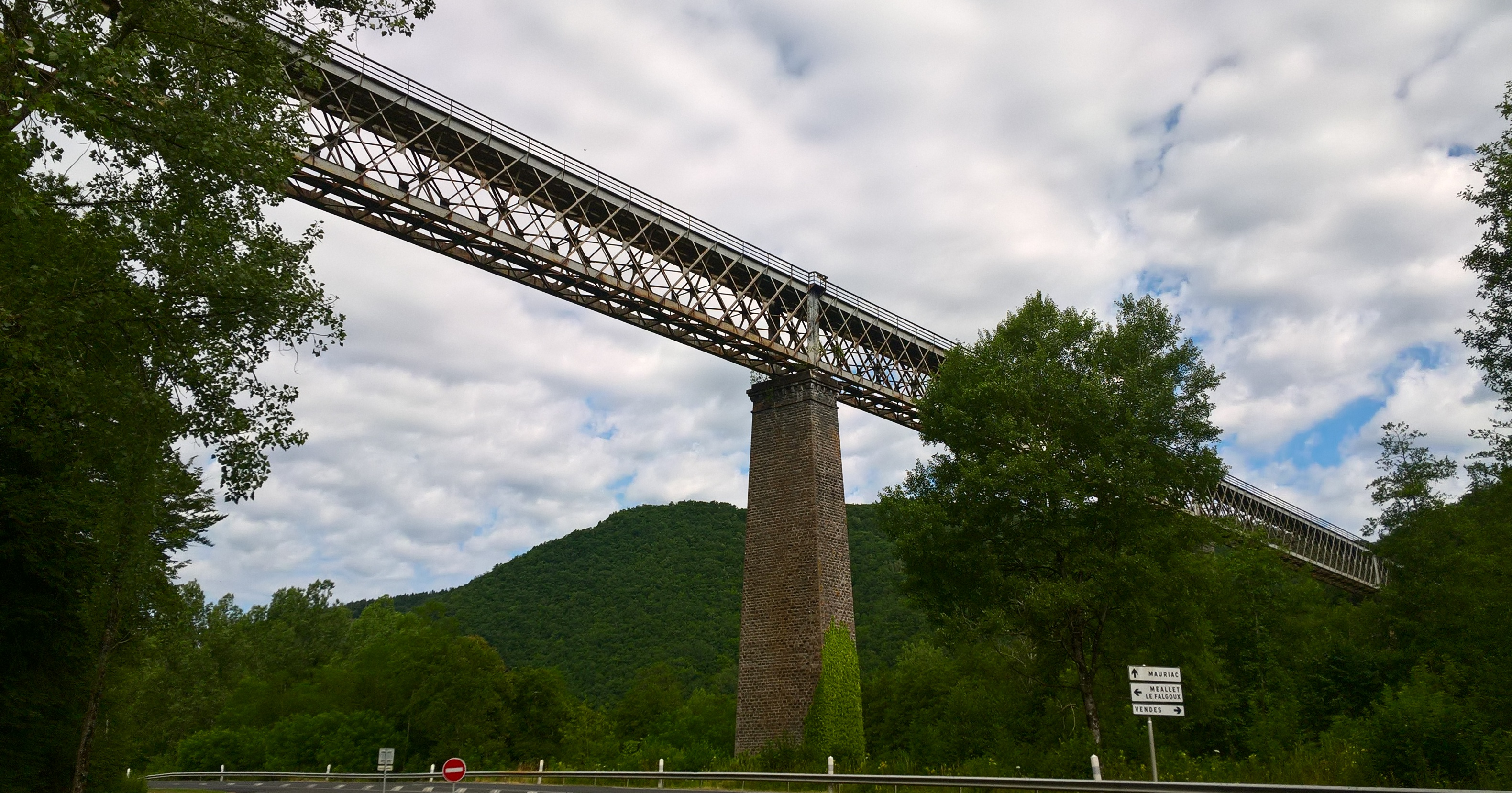
Het viaduct van Sumène in Cantal.
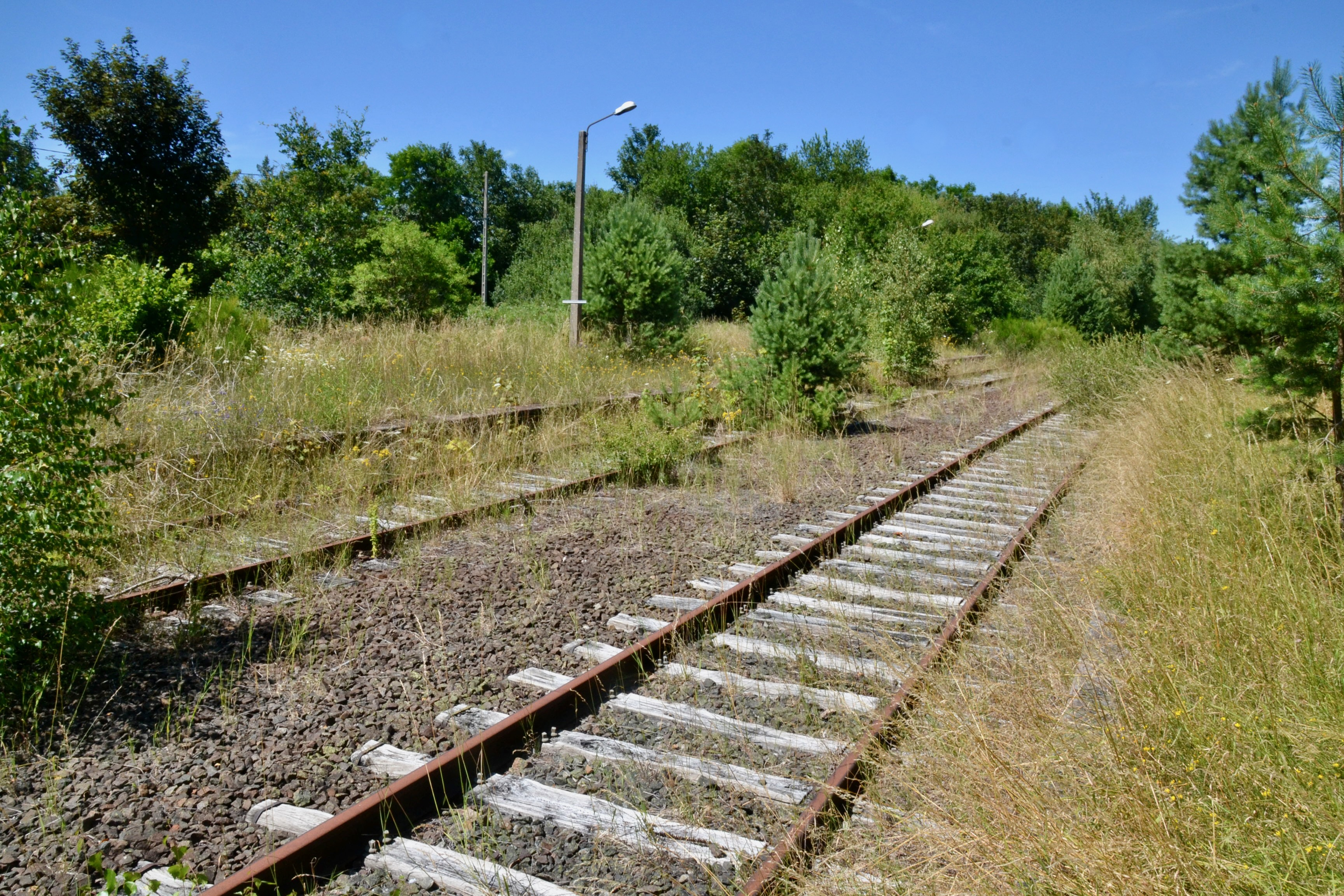
Verlaten spoor bij station Létrade.